# Hypothyris menans
Hypothyris menans är en fjärilsart som beskrevs av Richard Haensch 1905. Hypothyris menans ingår i släktet Hypothyris och familjen praktfjärilar. Inga underarter finns listade i Catalogue of Life.